# Horace Parlan
Horace Parlan (ur. 19 stycznia 1931 w Pittsburghu, zm. 23 lutego 2017 w Næstved) – amerykański pianista i kompozytor jazzowy.
W dzieciństwie cierpiał na polio, w wyniku czego miał ograniczoną swobodę ruchów prawej ręki. Skłoniło go to do ćwiczeń ręki lewej, co zaowocowało wypracowaniem własnego, oryginalnego stylu gry, stanowiącego połączenie jazzu z bluesem i R&B, przy tym jako główne źródła inspiracji wymieniał pianistów jazzowych Ahmada Jamala i Buda Powella.
W okresie sięgającej lat 50. kariery nagrywał albumy zarówno jako lider, jak i sideman, współpracując z wieloma muzykami, pośród których znaleźli się m.in. Dave Bailey, Eddie „Lockjaw” Davis, Lou Donaldson, Booker Ervin, Dexter Gordon, Slide Hampton, Rahsaan Roland Kirk, Charles Mingus, Archie Shepp, Idrees Sulieman, Stanley Turrentine i Michał Urbaniak.
Został uhonorowany nagrodą im. Bena Webstera za rok 2000.

## Wybrana dyskografia
Opracowano na podstawie materiału źródłowego.

### Jako lider
- Movin’ & Groovin’ (Blue Note, 1960)
- Us Three (Blue Note, 1960)
- Speakin’ My Piece (Blue Note, 1960)
- Headin’ South (Blue Note, 1960)
- On the Spur of the Moment (Blue Note, 1961)
- Up & Down (Blue Note, 1961)
- Happy Frame of Mind (Blue Note, 1963)
- Arrival (SteepleChase, 1974)
- No Blues (SteepleChase, 1975)
- Frank-ly Speaking (SteepleChase, 1977)
- Goin’ Home (SteepleChase, 1977)
- Trouble in Mind (SteepleChase, 1980)
- Blue Parlan (SteepleChase, 1978)
- Hi-Fly (SteepleChase, 1978)
- Musically Yours  (SteepleChase, 1979)
- The Maestro (SteepleChase, 1979)
- Pannonica (Enja, 1981)
- Like Someone in Love (SteepleChase, 1983)
- Glad I Found You (SteepleChase, 1984)
- Little Esther (Soul Note, 1987)
- We Three (Teichiku, 1997)
- Voyage of Rediscovery (Storyville, 1999)
- Horace Parlan (Cope, 1999)
- Relaxin’ with Horace (Stunt, 2003)
- My Little Brown Book (Stunt, 2007)

### Jako sideman
Gene Ammons:
- Gene Ammons in Sweden (Enja, 1973)

Dave Bailey:
- One Foot in the Gutter (Epic, 1960)
- Getting’ Into Somethin’ (Epic, 1961)

Al Cohn, Zoot Sims:
- Motoring Along (Sonet, 1974)

Eddie „Lockjaw” Davis:
- Tough Tenor Favorites (Jazzland, 1962)
- Goin’ to the Meeting (Prestige, 1962)
- Jaw’s Blues (Enja, 1986)

Lou Donaldson:
- The Time is Right (Blue Note, 1959)
- Sunny Side Up (Blue Note, 1960)
- Midnight Sun (Blue Note, 1960)

Pierre Dørge:
- The Jazzpar Prize (Enja, 1991)

Booker Ervin:
- Cookin’ (Savoy, 1960)
- That’s It! (Candid, 1961)
- Exultation! (Prestige, 1963)

Dexter Gordon:
- Doin’ Allright (Blue Note, 1961)
- Stable Mable (SteepleChase, 1975)

Slide Hampton:
- Jazz with a Twist (Atlantic, 1962)
- Explosion! The Sound of Slide Hampton (Atlantic, 1962)

Langston Hughes:
- Weary Blues (MGM, 1958)

Rahsaan Roland Kirk:
- Gifts & Messages (Mercury, 1964)
- Slightly Latin (Mercury, 1965)

Charles Mingus:
- Blues & Roots (Atlantic, 1959)
- Mingus Ah Um (Columbia, 1959)
- A Modern Jazz Symposium of Music and Poetry (Bethlehem, 1957)

Archie Shepp:
- Goin’ Home (SteepleChase, 1977)
- Trouble in Mind (SteepleChase, 1980)
- Black Ballads (Timeless, 1992)

Idrees Sulieman:
- Bird’s Grass (SteepleChase, 1976)
- Groovin’ (SteepleChase, 1985)

Stanley Turrentine:
- Look Out! (Blue Note, 1960)
- Comin’ Your Way (Blue Note, 1961)
- Up at "Minton’s" (Blue Note, 1961)
- Jubilee Shout!!! (Blue Note, 1962)
- Salt Song (CTI, 1971)

Tommy Turrentine:
- Tommy Turrentine (Time, 1960)

Michał Urbaniak:
- Take Good Care of My Heart (SteepleChase, 1984)